# SMB (schaakclub)
SMB is een Nijmeegse schaakvereniging die lid is van de KNSB. De afkorting SMB staat voor Strijdt Met Beleid. De club werd op 10 december 1848 opgericht, en is daarmee een van de oudste schaakverenigingen van Nederland. De club telt meer dan 100 seniorleden en nog eens bijna 50 jeugdleden.

## KNSB-competitie
In het seizoen 2009-2010 nam SMB met zeven verschillende teams deel aan de landelijke schaakcompetitie. SMB 1 kwam uit in de hoogste afdeling van Nederland: ondanks een stunt tegen landskampioen HMC kon degradatie niet worden voorkomen. Ook het tweede team wist degradatie uit de 1e klasse niet te voorkomen. De overige teams speelden in regionale competities.
'

## Geschiedenis
Enkele bekende schakers waren ooit SMB-clubkampioen, onder anderen Friso Nijboer, Johan van Mil en Willy Hendriks. Tussen 1908 en 1955 werd R.A.J. Meijer maar liefst 44 maal clubkampioen.